# Neoperla harperi
Neoperla harperi är en bäcksländeart som beskrevs av Peter Zwick 1980. Neoperla harperi ingår i släktet Neoperla och familjen jättebäcksländor. Inga underarter finns listade i Catalogue of Life.